# Michaela Staelberg

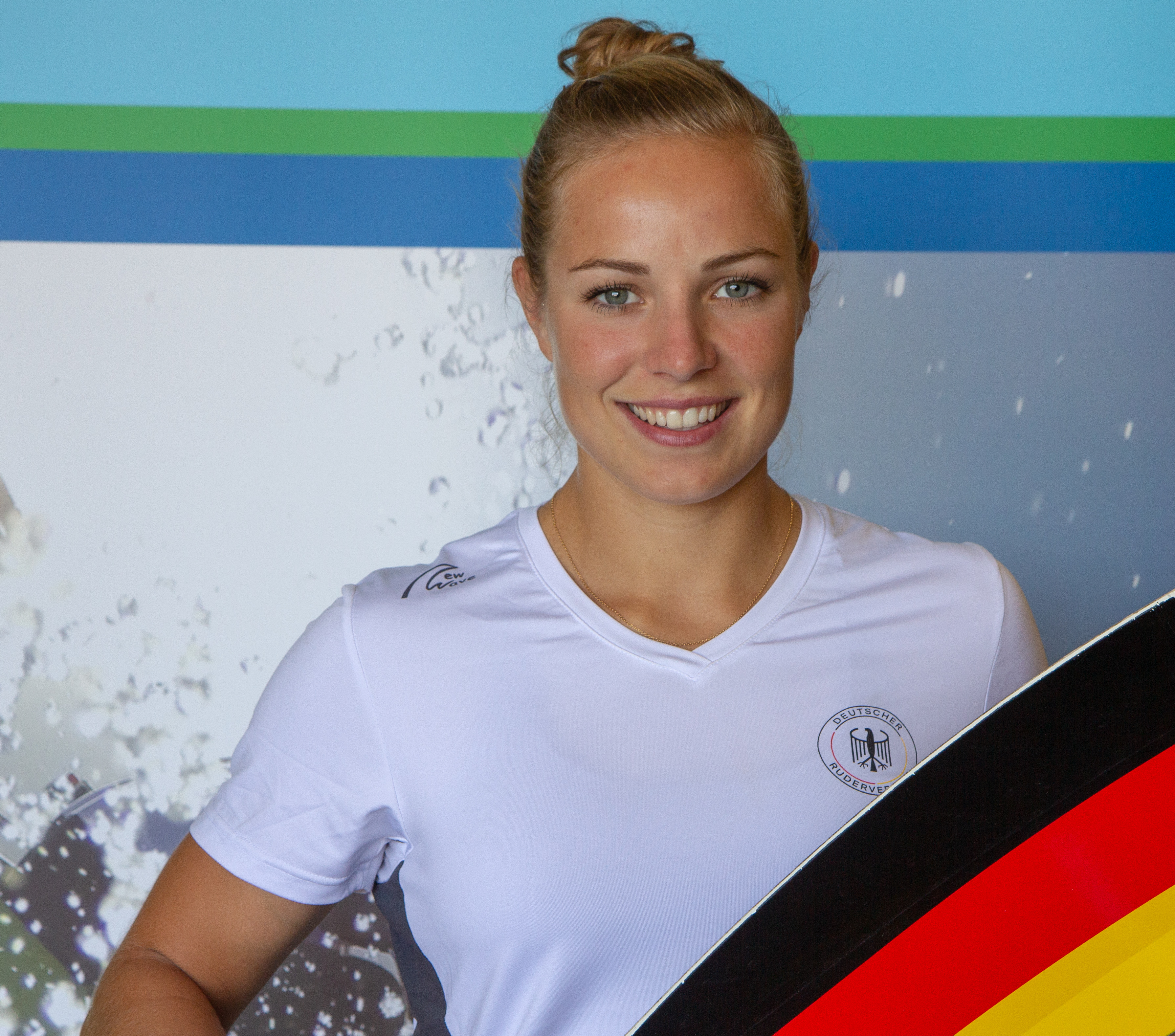
Michaela Staelberg (2018)

Michaela Staelberg (* 22. Januar 1995 in Krefeld) ist eine deutsche Ruderin.

## Karriere
Staelberg belegte zusammen mit Gesa Lindenau den fünften Platz im Doppelzweier bei den Junioren-Weltmeisterschaften 2013. Im Jahr darauf war sie zusammen  mit Carlotta Nwajide, Frauke Hundeling und Carina Böhlert im Doppelvierer Vierte der U23-Weltmeisterschaften. 2016 gewann der Doppelvierer bei den U23-Weltmeisterschaften die Silbermedaille in der Besetzung Frauke Hundeling, Anne Beenken, Juliane Faralisch und Michaela Staelberg, bei den U23-Weltmeisterschaften 2017 erhielten Tina Christmann, Pia Greiten, Franziska Kampmann und Michaela Staelberg die Bronzemedaille.
Bei den Deutschen Meisterschaften 2018 belegte sie den dritten Platz. 2018 wechselte Staelberg im Ruder-Weltcup zwischen Doppelzweier und Doppelvierer. Bei den Weltmeisterschaften in Plowdiw belegte sie zusammen mit Carina Bär den zehnten Platz im Doppelzweier. 2019 erreichte sie bei den Deutschen Meisterschaften den zweiten Platz hinter Frieda Hämmerling. Der deutsche Doppelvierer trat bei den Europameisterschaften 2019 in Luzern in der Besetzung Michaela Staelberg, Julia Lier, Franziska Kampmann und Frieda Hämmerling an, diese Mannschaft gewann den Titel vor den Niederländerinnen. Bei den Weltmeisterschaften in Linz trat der deutsche Doppelvierer in der  Besetzung Daniela Schultze, Michaela Staelberg, Franziska Kampmann und Frieda Hämmerling an. Sie belegten den 4. Platz hinter China, Polen und den Niederlanden.
Bei den Weltmeisterschaften in Linz im Jahre 2020 qualifizierten Michaela Staelberg, Daniela Schulze, Franziska Kampmann und Frieda Hämmerling die Bootsklasse den Doppelviere für die Olympischen Spiele in Tokio.
Im Jahr 2021 nahm Michaela Staelberg, an den Olympischen Spielen in Tokio teil.
Michaela Staelberg rudert für den Crefelder Ruder-Club 1883 und lebt in Berlin.